# Fagraea
Fagraea je rod rostlin z čeledi hořcovité. Jsou to keře, stromy, liány a epifyty s jednoduchými tuhými listy a velkými, vonnými, bělavými až oranžovými, pětičetnými květy s dlouhou korunní trubkou. Plodem je bobule. Rod zahrnuje v současném taxonomickém pojetí asi 55 druhů. Je rozšířen od Indie přes Čínu a jihovýchodní Asii po severní Austrálii a Tichomoří.
Rod byl v minulosti řazen do čeledi logániovité. V roce 2012 bylo celkem 25 druhů přeřazeno do jiných rodů, a to včetně ekonomicky významných druhů Fagraea fragrans (→ Cyrtophyllum fragrans), Fagraea racemosa (→ Utania racemosa) a Fagraea crenulata (→ Limahlania crenulata).
Fagraea náleží mezi hospodářsky významné rody tropických dřevin zejména ohledně těžby dřeva. Dřevo F. fragrans a některých dalších druhů je obchodováno pod názvem tembusu a je tvrdé, trvanlivé a ceněné. Mnohé druhy jsou používány v medicíně jihovýchodní Asie a Tichomoří ke snížení horečky, jako tonika, k léčení vředů aj. Některé druhy s velkými květy náleží v tropické Asii k oblíbeným okrasným dřevinám.

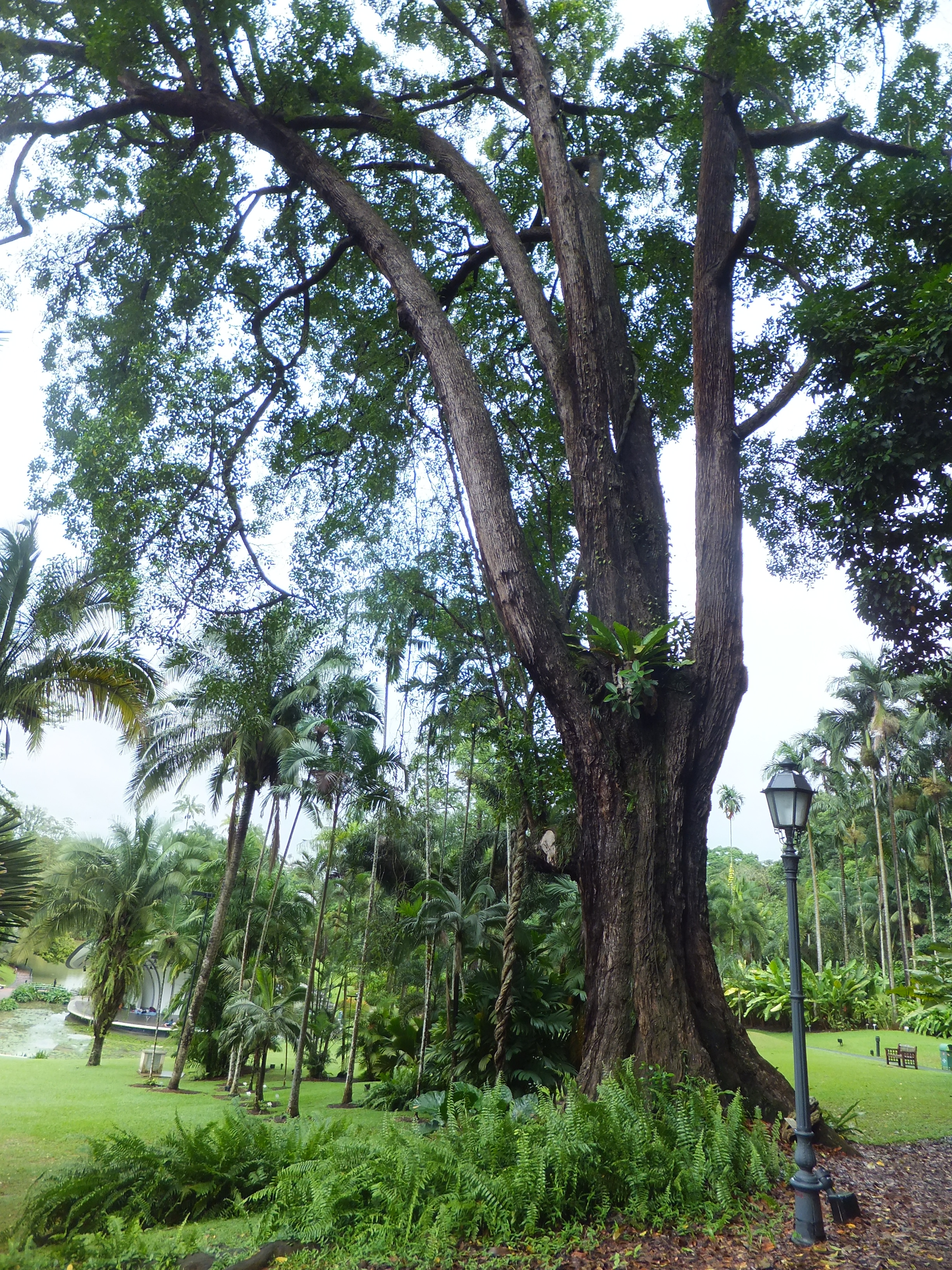
Fagraea (Cyrtophyllum) fragrans

## Popis
Zástupci rodu Fagraea jsou keře a stromy dorůstající výšek až 55 metrů, někdy i šplhavé liány nebo epifyty. Listy jsou jednoduché, vstřícné, tuhé a dužnaté, řapíkaté nebo řidčeji přisedlé, s celokrajnou nebo výjimečně jemně vroubkovanou čepelí (F. crenulata). Báze listů je obvykle sbíhavá, někdy i objímavá. Palisty srůstají v botku která se brzy štěpí na 2 úžlabní šupiny. Žilnatina je zpeřená, často je však nezřetelná. Květy jsou velké, pětičetné, jednotlivé nebo uspořádané do vrcholíků skládajících hrozny, laty nebo chocholíky. Kalich je dužnatý a kožovitý nebo i dřevnatý, hluboce členěný na 5 masitých, širokých laloků. Koruna je nálevkovitá nebo miskovitá, často dužnatá, s dlouhou trubkou a kratšími cípy. Korunní laloky se překrývají směrem doprava. Koruna je smetanová (případně zelenavá nebo narůžovělá), stárnutím se barví do žluta až oranžova. Tyčinky přirůstají v ústí koruny nebo těsně pod ním a často vyčnívají z květů. Semeník je srostlý ze 2 plodolistů a obsahuje jednu nebo dvě komůrky s mnoha vajíčky. Čnělka je tenká nebo tlustá, zakončená hlavatou, štítovitou nebo dvoulaločnou bliznou. Plodem jsou kulovité nebo podlouhlé, mnohasemenné bobule s vytrvalou čnělkou na vrcholu. Nezralé plody jsou bledě zelené, za zralosti se zbarvují do žlutooranžové až červené barvy. Obsahují mnoho tmavohnědých semen. Semena jsou asi 1 mm dlouhá.

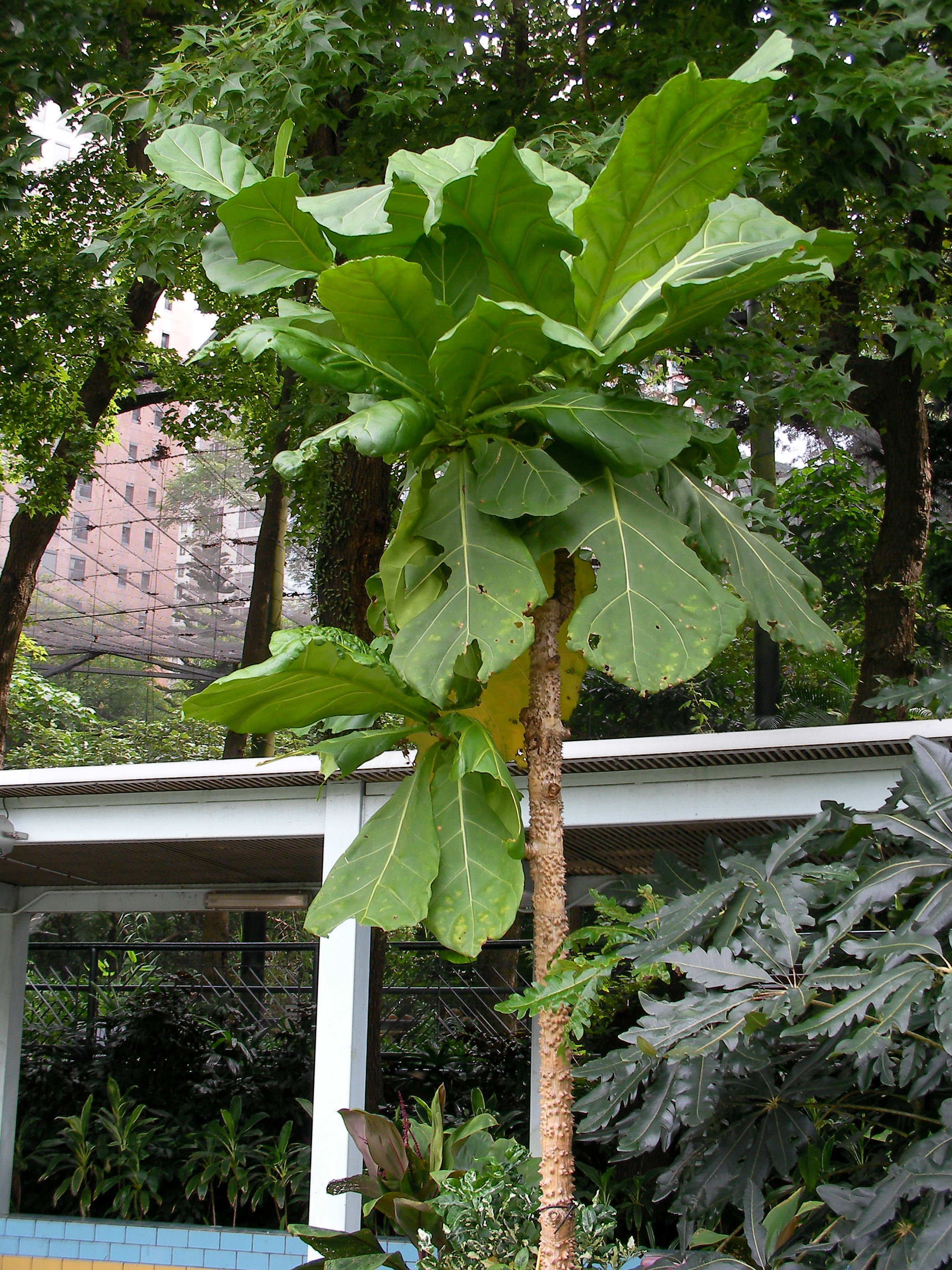
Fagraea (Limahlania) crenulata
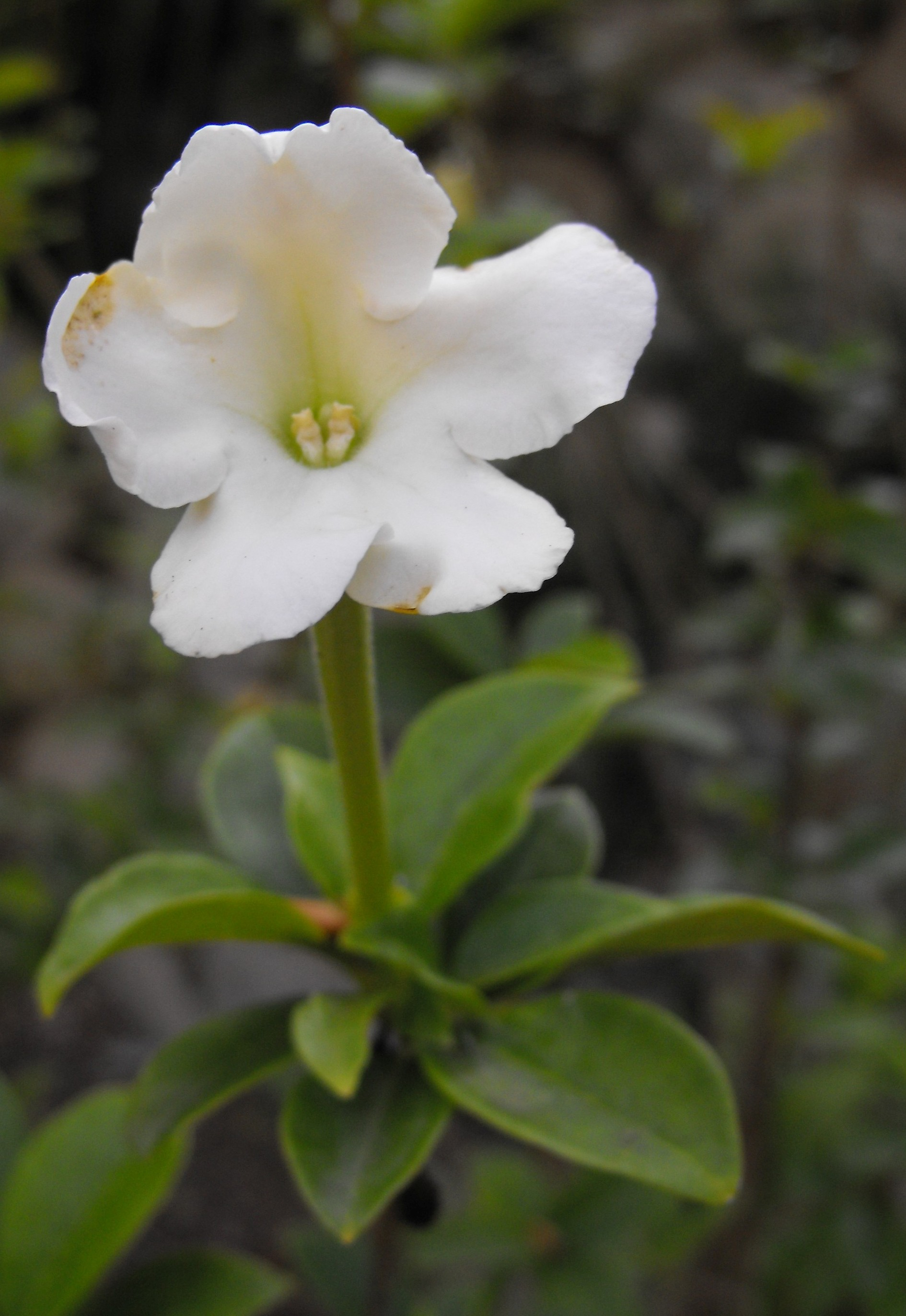
Kvetoucí Fagraea salticola
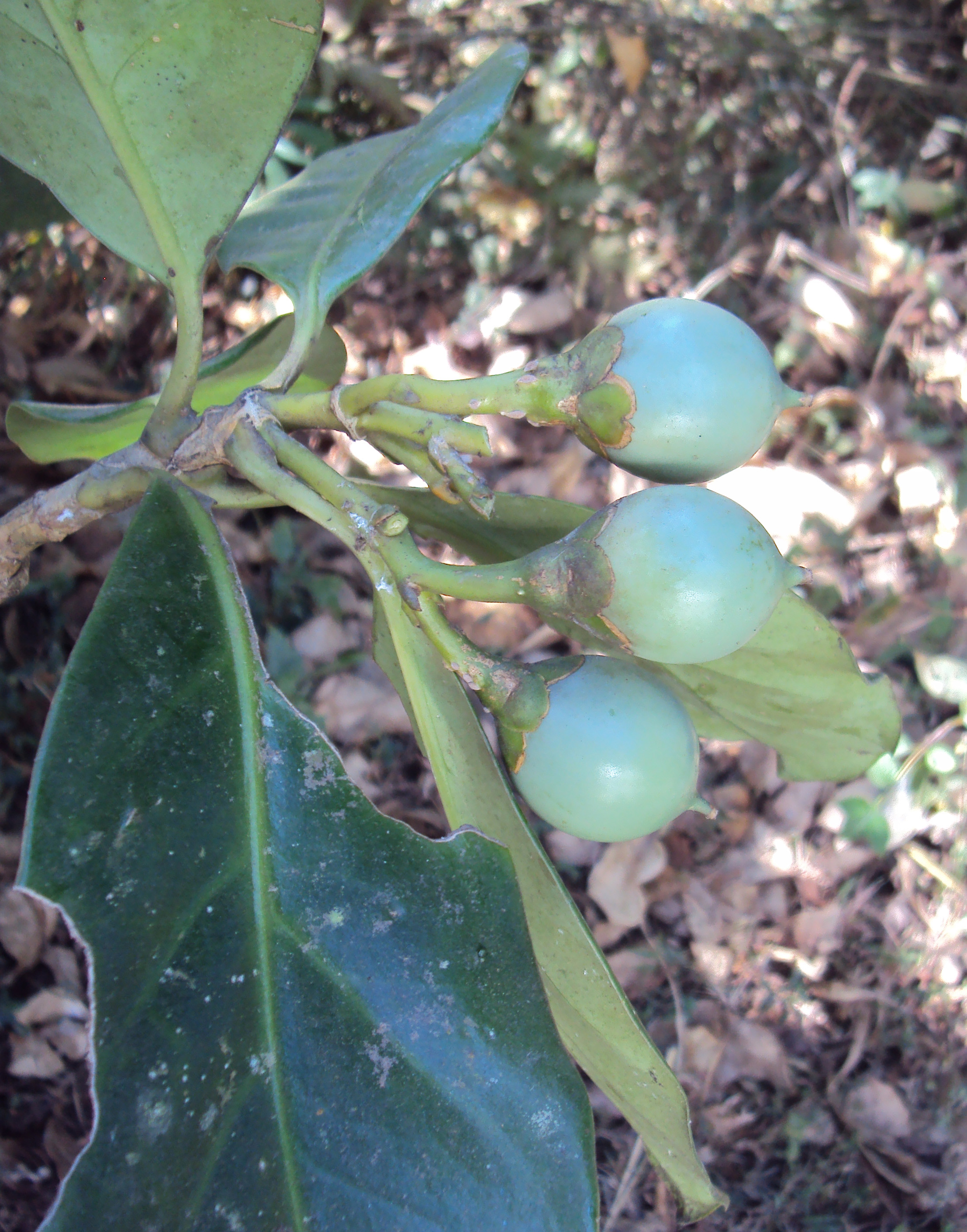
Nezralé plody Fagraea ceilanica
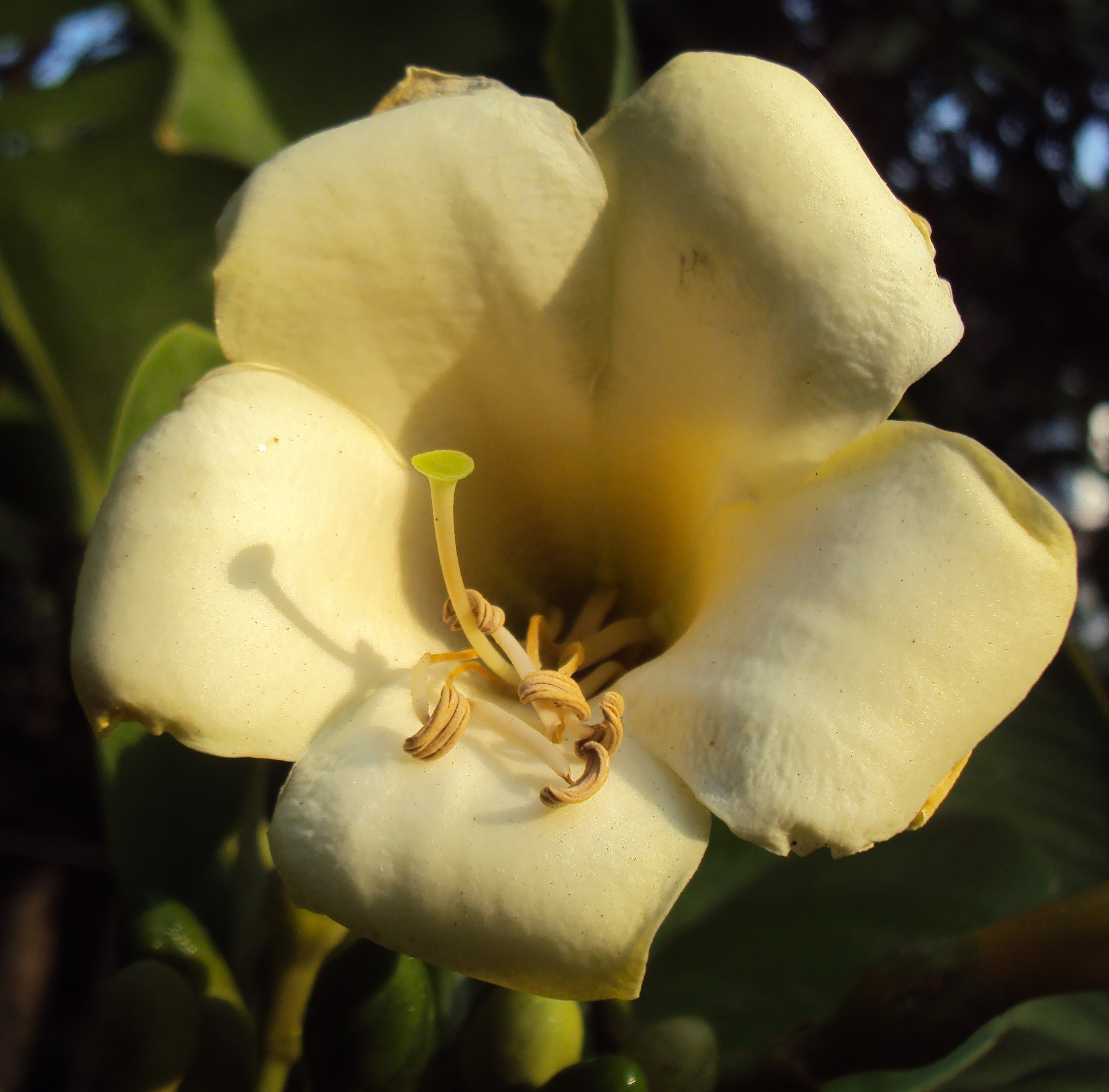
Květ Fagraea ceilanica

## Rozšíření
Rod Fagraea zahrnuje v současném taxonomickém pojetí asi 55 druhů. Je rozšířen v oblasti od Indie a Srí Lanky po Čínu a Tchaj-wan a přes jihovýchodní Asii a Papuu Novou Guineu po severovýchodní Austrálii a Tichomoří. Centrum rozšíření je v Malajsii a na Papui. Rostliny rostou zejména na lesních světlinách a okrajích a podél vodních toků v tropických deštných lesích v nadmořských výškách až do 3000 metrů. Řidčeji se vyskytují v sušších lesích či na savanách. F. crenulata (Limahlania crenulata) roste jako součást asijských mangrovových porostů.
Okolo roku 1900 byl tichomořský druh F. berteroana introdukován na Havaj.

## Ekologické interakce
Květy jsou vonné a otevírají se po západu slunce. Jsou opylovány hmyzem, zejména drvodělkami rodu Xylocopa a motýly. Některé velkokvěté druhy opylují ptáci nebo netopýři. Plody a semena konzumují různí ptáci a savci (ze savců netopýři, kaloni, possumové, cibetky, krysa Uromys caudimaculatus aj.) Semena se šíří buď trusem nebo se přichycují na peří či srst, neboť jsou obalena lepkavou dužninou. Poříční druhy se pravděpodobně šíří vodními toky a jejich semena po několik dní plavou na hladině. Semena některých druhů rozšiřují mravenci. Na listech některých druhů jsou extraflorální nektária, která vyhledávají mravenci hnízdící buď v rozměrných palistech (F. auriculata) nebo v květenstvích (F. racemosa).
Zástupci rodu Fagraea patří mezi světlomilné, rychle rostoucí, pionýrské dřeviny, rostoucí na narušených místech v lesních porostech. Hrají významnou roli v přirozené obnově tropického lesa, neboť poskytují kryt a také potravu mnoha jiným druhům v počátečních stádiích sukcese.
Fagraea je jednou ze živných rostlin asijského otakárka citrusového (Papilio demoleus) a modráska Hypolycaena erylus.

## Taxonomie
Rod Fagraea je v rámci čeledi hořcovité řazen do tribu Potalieae a subtribu Potaliinae. V minulosti byl řazen do čeledi logániovité (Loganiaceae). Nejblíže příbuzným rodem je podle výsledků molekulárních studií rod Utania.
Rod byl v minulosti pojímán šířeji, ve fylogenetické studii z roku 2012 byl rozdělen do celkem 5 blízce příbuzných rodů: Fagraea s.str. (55 druhů), Cyrtophyllum (5 druhů), Picrophloeus (4 druhy), Utania (15 druhů) a Limahlania (jen L. crenulata). Někteří z ekonomicky významných a známějších zástupců se tak ocitli v jiných rodech: druh Fagraea fragrans byl přeřazen do rodu Cyrtophyllum, Fagraea racemosa do rodu Utania a Fagraea crenulata do monotypického rodu Limahlania.

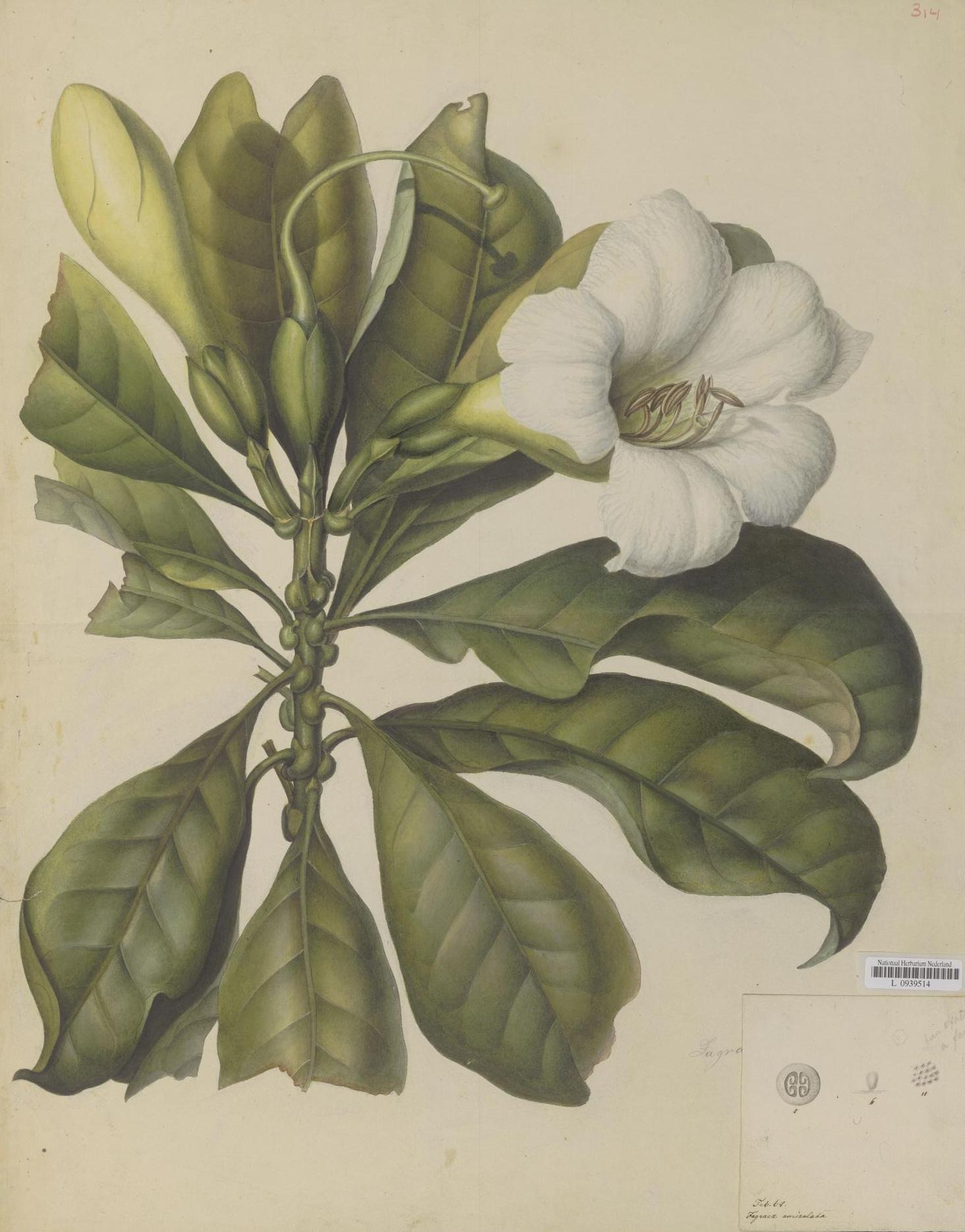
Kresba F. auriculata

## Zajímavosti
Květy některých forem F. auriculata dosahují průměru až 30 cm, což je řadí mezi jedny z největších známých květů.

## Význam
Řada druhů rodu Fagraea má své místo v původní kultuře národů tropické Asie, Austrálie i Tichomoří. Poskytují mnohostranný užitek, slouží jako léčiva i okrasné dřeviny. Některé druhy jsou vyhledávány pro kvalitní a trvanlivé dřevo.

### Dřevo
Celá řada druhů je v jihovýchodní Asii, Tichomoří a Austrálii těžena pro dřevo.
Dřevo Fagraea fragrans (Cyrtophyllum fragrans), F. gigantea (Cyrtophyllum giganteum) a F. elliptica (Picrophloeus javanensis) a některých dalších druhů je v Malajsii známo jako tembusu a je dosti ceněné. Je tvrdé, trvanlivé, zprvu světle žlutohnědé, později medově žluté až žlutooranžové, nepříliš pohledné, s jemnou strukturou. Používá se na různé účely od stavby domů a mostů po obklady, parkety a truhlářství. Dřevo mangrovového druhu F. crenulata (Limahlania crenulata) je odolné proti vlhku, dřevokaznému hmyzu a šášni lodní a zpracovává se především na kůly, sloupy a pilíře. Je známo pod názvem malabera. Velmi odolné proti vodě je také dřevo F. gracilipes z Fidži. Ze dřeva F. berteroana a dalších druhů se v Tichomoří zhotovují žebra kánoí. Řada druhů slouží místně k výstavbě domů a jiných staveb, mj. F. berteroana, F. gracilipes F. maingayi (Utania maingayi) a F. elliptica (Picrophloeus javanensis).

### Medicína
V zemích jihovýchodní Asie a Tichomoří tvoří Fagraea významnou součást místní medicíny.
Nálev z kořenů, listů a kůry F. racemosa (Utania racemosa) je v jihovýchodní Asii používán k léčení mnoha chorob. Slouží jako celkové tonikum, ke snížení horečky, při kašli, bolestech v třísle, ischias aj. Na Filipínách se používá kůra a květy tohoto druhu jako antidotum při hadím uštknutí.
Odvar z listů, kůry nebo plodů F. fragrans (Cyrtophyllum fragrans) slouží v tropické Asii při ošetřování horeček včetně malárie a při krvácivých průjmech, v Číně k léčení svrabu.
Kůra F. berteroana se v Polynésii používá v kombinaci s Morinda citrifolia a Neonauclea forsteri (mořenovité) k vyvolání potratu. Odvar z listů, kořenů a vnitřní kůry slouží na Fidži k léčení astma a cukrovky.
Některé druhy (F. auriculata na Sumatře, F. maingayi (Utania maingayi) na Nové Guineji, F. schlechteri na Nové Kaledonii) se používají k léčení různých typů vředů. Listy F. blumei slouží v Indonésii ke snížení horečky a při bolestech hlavy.

### Potrava
Plody F. gracilipes jsou jedlé. Květy F: berteroana slouží v Tichomoří k ovoňování kokosového oleje. Tuhé listy F. racemosa (Utania racemosa) slouží na Nové Guineji k pečení potravy podobně jako alobalová fólie.

### Okrasné rostliny
Některé druhy s velkými květy jsou v tropické Asii pěstovány jako okrasné dřeviny, zejména F. auriculata, F. fragrans (Cyrtophyllum fragrans), F. crenulata (Limahlania crenulata) a F. ceilanica. Druh F. fragrans je v Singapuru nejpopulárnější pouliční strom a v roce 2002 byl zvolen národním stromem Singapuru.
V Mikronésii a Polynésii jsou silně vonné květy F: berteroana oblíbeným a významným materiálem pro výrobu tradičních květinových ozdob, věnců a girland. Strom je znám pod názvem Pua keni keni. Na Tahiti je tento druh posvátný.

### Ostatní
Lepkavý latex z plodů F. auriculata a F. blumei slouží v jihovýchodní Asii k výrobě lepu používaného k chytání ptáků a hmyzu. V Tichomoří se plody zbavené slupky používají jako mucholapka.
Z květů F. berteroana se v Tichomoří vyrábí parfém používaný v kosmetice, k ovoňování navštívenek a podobně. Latex z plodů slouží při balzamování zemřelých k úpravě vlasů. Ze sazenic F. fragrans (Cyrtophyllum fragrans) se na Šalomounových ostrovech vytvářejí rychle rostoucí a odolné živé ploty jako ohrady nebo zábrany při chovu prasat.